# Qvartz
Qvartz er et nordisk funderet konsulenthus med fokus på ledelsesstrategi. QVARTZ har ca. 450 medarbejdere fordelt på kontorer i København, Stockholm, Oslo, Hamborg, Singapore, New York City, Sydney og Manila  og rådgiver offentlige og private, danske og internationale virksomheder inden for bl.a. strategi, transformation, bæredygtighed, commercial excellence, driftsledelse, den offentlige sektor og marketing. Industrierne, som Qvartz rådgiver, dækker bl.a. energi, detailhandel, private equity, B2B, transport, logistik, sundhedssektoren, finanssektoren m.fl.
Qvartz blev grundlagt i 2002 af Torsten Hvidt og Hans Henrik Beck, der begge er partnere i virksomheden. Qvartz er struktureret som et partnerselskab.
Qvartz er medejer af søstervirksomhederne Qvartz Analytics, der rådgiver virksomheder inden for bl.a. big data og kunstig intelligens, samt Vertical Strategy, der rådgiver virksomheder inden for bl.a. innovation og forretningsudvikling.
Qvartz blev i april 2020 købt af det amerikanske management konsulenthus Bain & Company, og eksisterer nu sammen med Vertical Strategy og Qvartz Analytics under navnet Bain & Company Nordics.